# Lamellidea
Lamellidea é um género de gastrópode  da família Achatinellidae.
Este género contém as seguintes espécies:
- Lamellidea biplicata
- Lamellidea microstoma
- Lamellidea monodonta
- Lamellidea nakadai
- Lamellidea ogasawarana
- Lamellidea subcylindrica